# Марамбиджи
Марамбиджи (на английски: Murrumbidgee River) е река в югоизточната част на Австралия, протичаща през щата Нов Южен Уелс, десен приток на Мъри. Дължината ѝ е 1485 km, а площта на водосборният ѝ басейн 175 809 km² (16,6% от водосборния басейн на Мъри.

## Извор, течение, устие
Река Марамбиджи води началото си на 1386 m н.в., от северните части на Снежните планини, в Австралийските Алпи, съставни части на Голямата вододелна планина. До устието на левия си приток Тумет е типична планинска река с тясна и дълбока долина и бурно течение. Първите около 100 km тече в посока юг-югоизток, след което рязко завива на север и преминава на няколко km западно от столицата на Австралия Канбера. След изтичането си от язовира „Баринджак“ завива на запад и запазва това направление до устието си. От излизането си от планините и до устието си протича по северната периферия на равнината Риверайна, един от най-важните селскостопански райони на Австралия, където голяма част от водите се използват за напояване. Влива се отдясно в река Мъри, на 59 m н.в., на 6 km източно от малкото градче Боундари Бенд.

## Притоци, хидрология, стопанско значение
Основните притоци на река Марамбиджи са: леви – Годариди (105 km), Тумет (182 km); десни – Молонгло (115 km), Яс (139 km), Лаклан (1440 km). Подхранването ѝ е смесено – снежно и дъждовно. През пролетта и лятото (в периода на дъждовете) нивото на водите ѝ силно се покачва, а през сухия период (зимата) голяма част от нейните притоци в средното и долното ѝ течение пресъхват и не достига до нея, а самата Марамбиджи силно намалява оттокът си, а през някои по-сухи години пресъхва за определен период. Среден годишен отток в долното течение, при град Балраналд 105 m³/s, минимален 27 m³/s, максимален 120 m³/s. В горното ѝ течение са изградени два големи язовира „Тантангара“ и „Баринджак“, които регулират оттокът и през годината, а водите им се използват за водоснабдяване на столицата Канбера, напояване и производство на електроенергия (ВЕЦ „Баринджак“ 20 Мвт). По време на пролетното и лятното пълноводие е плавателна за плитко газещи речни съдове до град Уага Уага.

## Историческа справка
На 19 октомври 1824 г. английският изследовател на Австралия Хамилтън Хюм открива участък от нейното горно течение, в района на днешния гра Уага Уага. През януари 1830 г. видният изследовател на Австралия Чарлз Стърт, заедно с откривателят ѝ Хамилтън Хюм откриват и проследяват цялото ѝ течение надолу от открития от Хюм участък до устието ѝ.